# エルキ・ルースラーティ
エルキ・ルースラーティ（Erkki Ruoslahti、1940年2月16日 - ）は、ヘルシンキ大学（フィンランド）出身のフィンランド系米国人。がんの生物学・生化学の研究者。男性。米国・サンフォード‐バーナム医学研究所・教授、カリフォルニア大学サンタバーバラ校・教授。専門は、細胞接着分子。

## 概要
1973年、フィンランドで、ヴァヘーリ（A. Vaheri）と共に、ニワトリ線維芽細胞の抗体を作り、細胞表面にある新しい抗原・タンパク質を発見した。この時、線維芽細胞（fibroblast）の細胞表面（surface）にある抗原（antigen）に因んで、このタンパク質を「fibroblast surface antigen（SFA）」と命名した。
1976年、SFAを、現在使用されているフィブロネクチンと改名した。
1976年、すでに、フィンランド・トゥルク大学の教授だったが、研究の拠点をフィンランドから、アメリカ合衆国に移した。
1984年、ポスドクのパーシュバッカー（Pierschbacher, M.D.）と共に、RGD配列を発見した。つまり、タンパク質・フィブロネクチンの細胞接着部位はたった4つのアミノ酸Arg-Gly-Asp-Ser（RGDS）（アルギニン-グリシン-アスパラギン酸-セリン）に担われていることを発見した 。
このRGD配列の発見に基づき、米国・医薬品業界が、血栓を抑制する抗血小板剤を開発し、米国食品医薬品局（FDA）に認可された医薬品がすでに2種類ある。世界の医薬品業界は、さらなる医薬品を開発している。
1985年、ポスドクのパイテラ（Pytela R）と共に、フィブロネクチン・レセプタータンパク質（インテグリン）を発見した 。
1986年、ポスドクの鈴木信太郎と共に、ビトロネクチンのレセプタータンパク質のcDNA塩基配列を解明した。フィブロネクチン・レセプタータンパク質の塩基配列とよく似ていたことから、インテグリンがインテグリンファミリーを形成していることを発見した  。
フィブロネクチン、インテグリン、がんの研究を意欲的に発展させていく。
2009年、ポスドクの菅原一樹と共に、RGD配列がインテグリンαvβ3に特異的に結合することを利用し、RGD配列に別の機能的分子を結合させた新しい医薬品の研究を行なっている。その意図は、がんや動脈硬化部位に特異的に毒物を送り込むナノ粒子・新しいドラッグデリバリーシステムの開発である 。
ニューロフィリン‐1（neuropilin-1）のR/KXXR/Kモチーフ は C末端にアミノ酸がないと不活性である。そこでC末端にアミノ酸をつけて体内の組織に浸透させることを考案した。この効果を「センダー（送付）」（C-end Rule (CendR)、CendRは英語で"sender"と同じ発音）効果と命名した。また、組織内に入るRGDペプチドを「iRGD」(internalizing-RGD)と命名した。

## 略歴
- 1940年 - フィンランド、プーマラに生まれる
- 1961年 - ヘルシンキ大学 （フィンランド）学士号取得（医学専攻）
- 1965年 - ヘルシンキ大学 （フィンランド）医師免許取得
- 1967年 - ヘルシンキ大学 （フィンランド）博士号取得（免疫学）
- 1970年 - ヘルシンキ大学 （フィンランド）血清細菌学教室・助教授、臨時準教授
- 1975年 - トゥルク大学（フィンランド）、細菌血清学教室・教授
- 1976年 - 米国・国立医療センター・シティー・オブ・ホープ、免疫部・上級研究員
- 1979年 - 米国・バーナム研究所（旧ラホヤ癌研究財団）・副部長
- 1980年 - 米国・バーナム研究所・部長
- 1980年 - カリフォルニア大学サンディエゴ校・病理学部臨時教授（2004年まで）
- 1982年 - 米国・バーナム研究所・副所長・兼最高経営責任者
- 1989年 - 米国・バーナム研究所・所長・兼最高経営責任者（2001年まで）
- 2002年 - バーナム研究所・教授。後、所属名変更で、 サンフォード‐バーナム医学研究所・教授（2013年8月現在に至る）
- 2003年 - 米国・カリフォルニア大学サンディエゴ校・生物工学部・臨時教授
- 200?年-2013年8月現在、米国・カリフォルニア大学サンタバーバラ校・教授

## 賞勲栄誉歴
- 1989年 フィンランド科学アカデミー会員
- 1990年 Cancer Award、Robert J. and Claire Pasarow Foundation Medical Research Award
- 1993年 アメリカ芸術科学アカデミー会員
- 1994年 フィンランド白バラ勲章爵位・授与
- 1997年 ガードナー国際賞受賞（リチャード・ハインズと共同受賞）
- 1999年 米国科学アカデミー会員[10]
- 2001年 欧州分子生物学機構（EMBO）会員
- 2002年 米国医学研究所会員
- 2005年 日本国際賞受賞（竹市雅俊と共同受賞）[11]
- 2009年 フィンランド・アカデミシャン（日本学士院会員のような名誉位）選出
- 2010年 フィンランド獅子勲章コマンドール章受章
- 2012年 トムソン・ロイター引用栄誉賞（リチャード・ハインズ、竹市雅俊と共同受賞）
- 2022年  アルバート・ラスカー基礎医学研究賞（リチャード・ハインズ、Timothy A. Springerと共同受賞）

## 弟子
日本人を中心にリストする。この節は網羅的ではない。
- 鈴木信太郎‐関西学院大学・理工学部・教授
- 福島大吉‐小野薬品工業・会長、元社長
- 菅原一樹（Sugahara Kazuki）‐米国・サンフォード‐バーナム医学研究所・助教授